# Bryoerythrophyllum
Bryoerythrophyllum P.C.Chen, 1941 è un genere di muschi della famiglia Pottiaceae.

## Distribuzione e habitat
Il genere ha una distribuzione cosmopolita, essendo presente in tutti i continenti compresa l'Antartide.

## Tassonomia
Il genere comprende le seguenti specie:
- Bryoerythrophyllum aeneum (Müll. Hal.) B.H.Allen
- Bryoerythrophyllum alpigenum (Jur.) P.C.Chen
- Bryoerythrophyllum andersonianum R.H.Zander & Sharp
- Bryoerythrophyllum antarcticum (L.I.Savicz & Smirnova) P.Sollman
- Bryoerythrophyllum berthoanum (Thér.) J.A. Jiménez
- Bryoerythrophyllum bolivianum (Müll. Hal. ex Broth.) R.H.Zander
- Bryoerythrophyllum brachystegium (Besch.) K.Saito
- Bryoerythrophyllum calcareum (Thér.) R.H.Zander
- Bryoerythrophyllum caledonicum D.G.Long
- Bryoerythrophyllum campylocarpum (Müll. Hal.) H.A.Crum
- Bryoerythrophyllum chenii P Sollman & Jan Kučera
- Bryoerythrophyllum chimborazense (Mitt.) R.H.Zander
- Bryoerythrophyllum columbianum (F.J. Herm. & E. Lawton) R.H.Zander
- Bryoerythrophyllum dubium (Schwägr.) P.Sollman
- Bryoerythrophyllum duellii Blockeel
- Bryoerythrophyllum ferruginascens (Stirt.) Giacom.
- Bryoerythrophyllum gymnostomum (Broth.) P.C.Chen
- Bryoerythrophyllum inaequalifolium (Taylor) R.H.Zander
- Bryoerythrophyllum jamesonii (Taylor) H.A.Crum
- Bryoerythrophyllum latinervium (Holmen) Fedosov & Ignatova
- Bryoerythrophyllum ligulare (Mitt.) R.H.Zander
- Bryoerythrophyllum neimonggolicum X.L.Bai & C.Feng
- Bryoerythrophyllum pseudomarginatum J.Kou, X.M.Shao & C.Feng
- Bryoerythrophyllum recurvirostrum (Hedw.) P.C.Chen
- Bryoerythrophyllum rotundatum (Lindb. & Arnell) P.C.Chen
- Bryoerythrophyllum rubrum (Jur. ex Geh.) P.C.Chen
- Bryoerythrophyllum sharpii R.H.Zander
- Bryoerythrophyllum subcespitosum (Hampe) J.A. Jiménez & M.J.Cano
- Bryoerythrophyllum wallichii (Mitt.) P.C.Chen
- Bryoerythrophyllum yunnanense (Herzog) P.C.Chen
- Bryoerythrophyllum zanderi C.Feng, X.M.Shao & J.Kou